# Mistrzostwa Świata Strongman 1977
Mistrzostwa Świata Strongman 1977 – pierwsza edycja dorocznych, indywidualnych zawody siłaczy o statusie oficjalnych mistrzostw globu.
WYNIKI ZAWODÓW:

Data: 1977 r.

Miejsce: Universal Studios (stan Kalifornia)  Stany Zjednoczone
| Miejsce | Zawodnik       | Kraj              | Punkty |
| ------- | -------------- | ----------------- | ------ |
| 1.      | Bruce Wilhelm  | Stany Zjednoczone | 63,25  |
| 2.      | Bob Young      | Stany Zjednoczone | 43,25  |
| 3.      | Ken Patera     | Stany Zjednoczone | 34     |
| 4.      | Lou Ferrigno   | Stany Zjednoczone | 27,5   |
| 5.      | Franco Columbu | Włochy            | 22,25  |
| 6.      | Jon Cole       | Stany Zjednoczone | 21,5   |
| 7.      | Mike Dayton    | Stany Zjednoczone | 19,25  |
| 8.      | George Frenn   | Stany Zjednoczone | 10     |